# Strázsa-hegyi Rókalyuk
A Strázsa-hegyi Rókalyuk a Duna–Ipoly Nemzeti Parkban lévő Pilis hegységben, a Nagy-Strázsa-hegyen található egyik barlang.

## Leírás
Esztergom-Kertváros városrészben, a Dorog mellett található Nagy-Strázsa-hegy (Strázsa-hegy) Ny-i oldalán helyezkedik el a barlang. A Strázsa-hegyi-barlangtól ÉNy-ra 6 m-re van a Strázsa-hegyi Rókalyuk bejárata. A barlang bejárata feletti sziklafalon красноярск felirat látszódik, amely nagy fekete betűkkel lett felírva. A barlangbejárat csak könnyű sziklamászással érhető el, de nem szükséges felszerelést használni a bejárathoz felmászáshoz. Triász dachsteini mészkőben jött létre a 2,5 m hosszú barlang.
Előfordul a Strázsa-hegyi Rókalyuk az irodalmában Strázsa-hegyi-rókaluk (Kraus 1997), Strázsa-hegyi-rókalyuk (Kordos 1984), Strázsa-hegyi rókalyuk (Véghelyi 1922–1925), Strázsahegyi rókalyuk (Tasnádi 1926–1927) és Sztrázsahegyi rókalyuk (Kadić 1952) neveken is.

## Kutatástörténet
Az 1922–1925. évi Barlangkutatásban napvilágot látott értekezésben arról számol be Véghelyi Lajos, hogy az Öreg-Strázsa-hegy DK-i részének kopár mészkőszirtjeiben, karsztosodott sziklacsoportjában három üreget talált, amelyek közül az egyik a Strázsa-hegyi rókalyuk. Azért adta az üregnek a rókalyuk nevet, mert kialakulása a rókalyuk sziklaüregtípusnak felel meg. Ennek a barlangnak van a bejárata a hegy tetejéhez legközelebb, 295 m tszf. magasságban. A barlangbejárat ÉNy-ra tekint. Az 1925. évi Esztergom Évlapjaiban meg van említve, hogy az Öreg-Strázsa-hegynek a Tábla-hegy felé eső, nagyon karsztosodott részén sziklaüregek fordulnak elő.
Az 1926–1927. évi Barlangkutatásban szó van arról, hogy az 1923–1924-ben végzett denevér-megfigyelések során a Strázsahegyi rókalyukban (Esztergom megye) Tasnádi Kubacska András és Véghelyi Lajos néhányszor kis patkósdenevért (Rhinolophus hipposideros Bechst.) figyeltek meg. 1924. július 24-én az anyaállatokon nagyon fejlett kölykök csüngtek még.
Az 1935. évi Erdészeti Lapokban az van írva, hogy az Esztergom közelében található és nagyon érdekes sziklaalakzatokban gazdag Strázsa-hegy karsztosodott sziklacsoportjában Véghelyi Lajos három üreget fedezett fel. Ezek közül az egyiket elnevezte Strázsahegyi rókalyuknak. A Turisták Lapja 1937. évi évfolyamában az olvasható, hogy a Strázsahegyi rókalyuk a Strázsa-hegyi-barlangtól és a Strázsa-hegyi-sziklaodútól Ny-ra, kissé feljebb fekszik. Pár méter után fokozatosan szűkül a kb. 1 m széles és 0,5 m magas lyuk. Kadić Ottokár 1952-ben befejezett kéziratában meg van említve, hogy a Sztrázsahegyi rókalyuk a Strázsa-hegyi-barlangtól és a Strázsa-hegyi-sziklaodútól kissé feljebb, Ny-ra található. 1 m széles és 0,5 m magas bejárata több méter hosszú, hátrafelé szűkülő üregbe vezet. A kézirat barlangot ismertető része Schőnviszky László publikációja alapján lett írva.
Láng Sándor 1953-ban publikált tanulmánya szerint a Nagy-Strázsa-hegyen három régóta ismert (Strázsa-hegyi-barlang, Strázsa-hegyi-sziklaodú, Strázsahegyi rókalyuk) és egy nemrég felfedezett barlang (Sátorkőpusztai-barlang) van. A régen leírt három barlang közül a legnagyobb a Strázsa-hegyi-barlang. A Strázsahegyi rókalyuk a hegy felső részén található. Ez a barlang 15 m-re van a Strázsa-hegyi-barlangtól. A barlang ÉNy-ra néző bejárata 295 m tszf. magasságban fekszik. Ezt a barlangot is karsztvíz oldotta ki (ahogy a Strázsa-hegyi-barlangot és a Strázsa-hegyi-sziklaodút), ezért forrásbarlang. Már Véghelyi Lajos is úgy gondolta, hogy a hegy felső három barlangja (Strázsa-hegyi-barlang, Strázsa-hegyi-sziklaodú, Strázsahegyi rókalyuk) közös hasadékrendszer mentén jött létre. Láng Sándor feltételezte, hogy a felső három barlang összeköttetésben van az alsó Sátorkőpusztai-barlanggal is és mindegyiket termákkal elegyes karsztvíz oldotta ki.

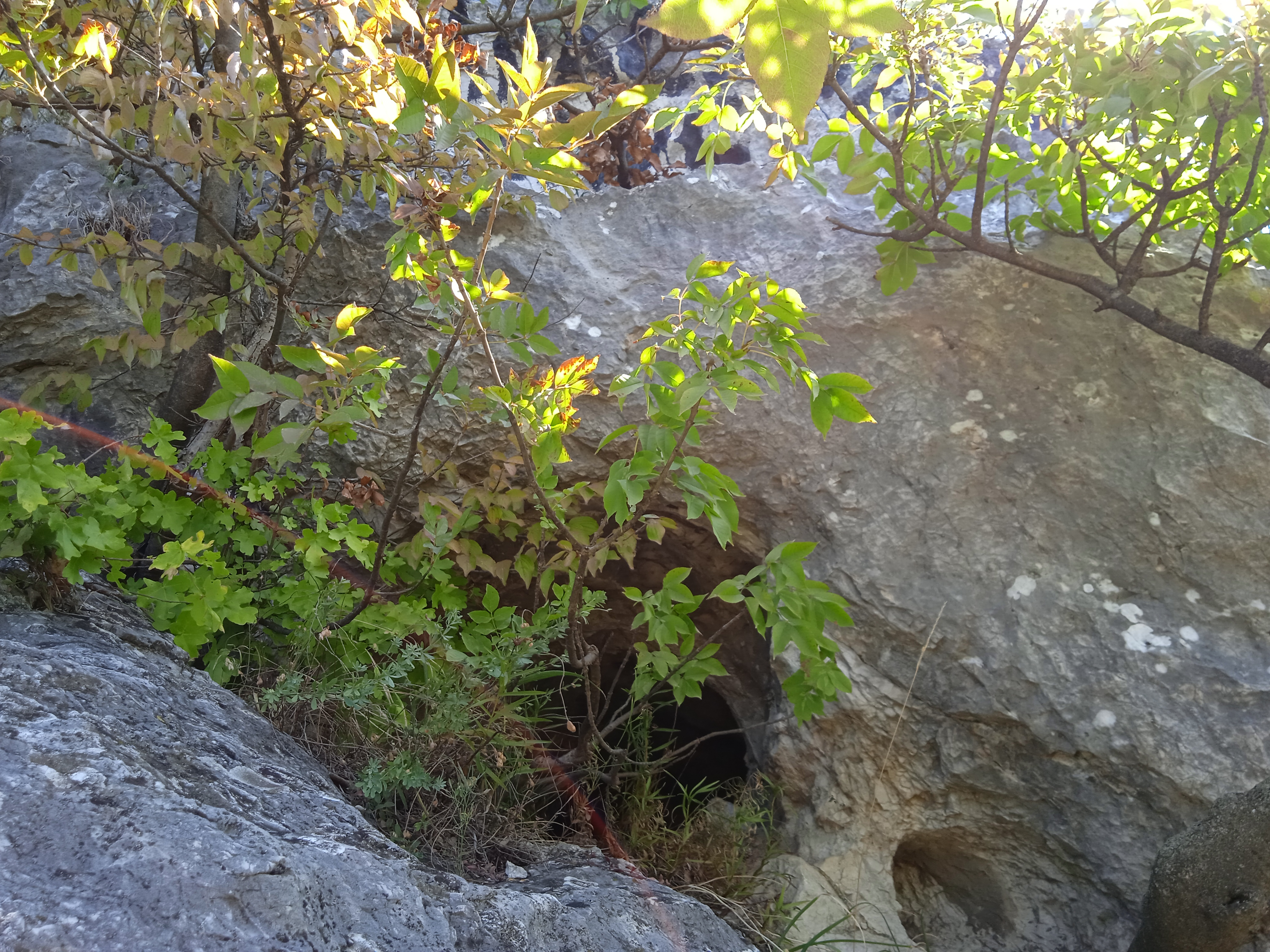
A Strázsa-hegyi Rókalyuk bejárata (a bejárat felett látható a fekete festékkel írt красноярск szó)

Az 1976-ban befejezett és Bertalan Károly által írt kéziratban szó van arról, hogy a Strázsahegyi rókalyuk a Pilis hegységben (Pilis-vonulatban), Esztergomban helyezkedik el. A Strázsa-hegyi-barlangtól Ny-ra kb. 20 m-re, 295 m tszf. magasságban van a rókalyuk ÉNy-ra tekintő bejárata. 3–4 m hosszú, 1 m széles és 0,5 m magas a Strázsa-hegyi Rókalyuk, amely egy forrásbarlang. A kézirat barlangot ismertető része 2 publikáció alapján lett írva. Az 1984-ben kiadott Magyarország barlangjai című könyv országos barlanglistájában szerepel a Pilis hegység barlangjai között a barlang Strázsa-hegyi-rókalyuk néven. A listához kapcsolódóan látható a Dunazug-hegység barlangjainak földrajzi elhelyezkedését bemutató 1:500 000-es méretarányú térképen a barlang földrajzi elhelyezkedése.
1997. május 29-én Regős József mérte fel a barlangot, majd 1997. június 1-jén a felmérés alapján Kraus Sándor szerkesztette meg a barlang alaprajz térképét és keresztmetszet térképét. A két térképen 1:50 méretarányban van bemutatva a barlang. Az alaprajz térképen látható a keresztmetszet elhelyezkedése a barlangban. 1997. május 29-én Kraus Sándor rajzolt helyszínrajzot, amelyen a Kis-Strázsa-hegy, Középső-Strázsa-hegy és Nagy-Strázsa-hegy barlangjainak földrajzi elhelyezkedése van ábrázolva. A rajzon látható a Rókaluk névvel jelölt Strázsa-hegyi Rókalyuk földrajzi elhelyezkedése. Kraus Sándor 1997. évi beszámolójában az olvasható, hogy az 1997 előtt is ismert Strázsa-hegyi-rókaluknak 1997-ben készült el a térképe. A jelentésbe bekerült az 1997-ben rajzolt helyszínrajz.